# Jan Jerzy Plersch

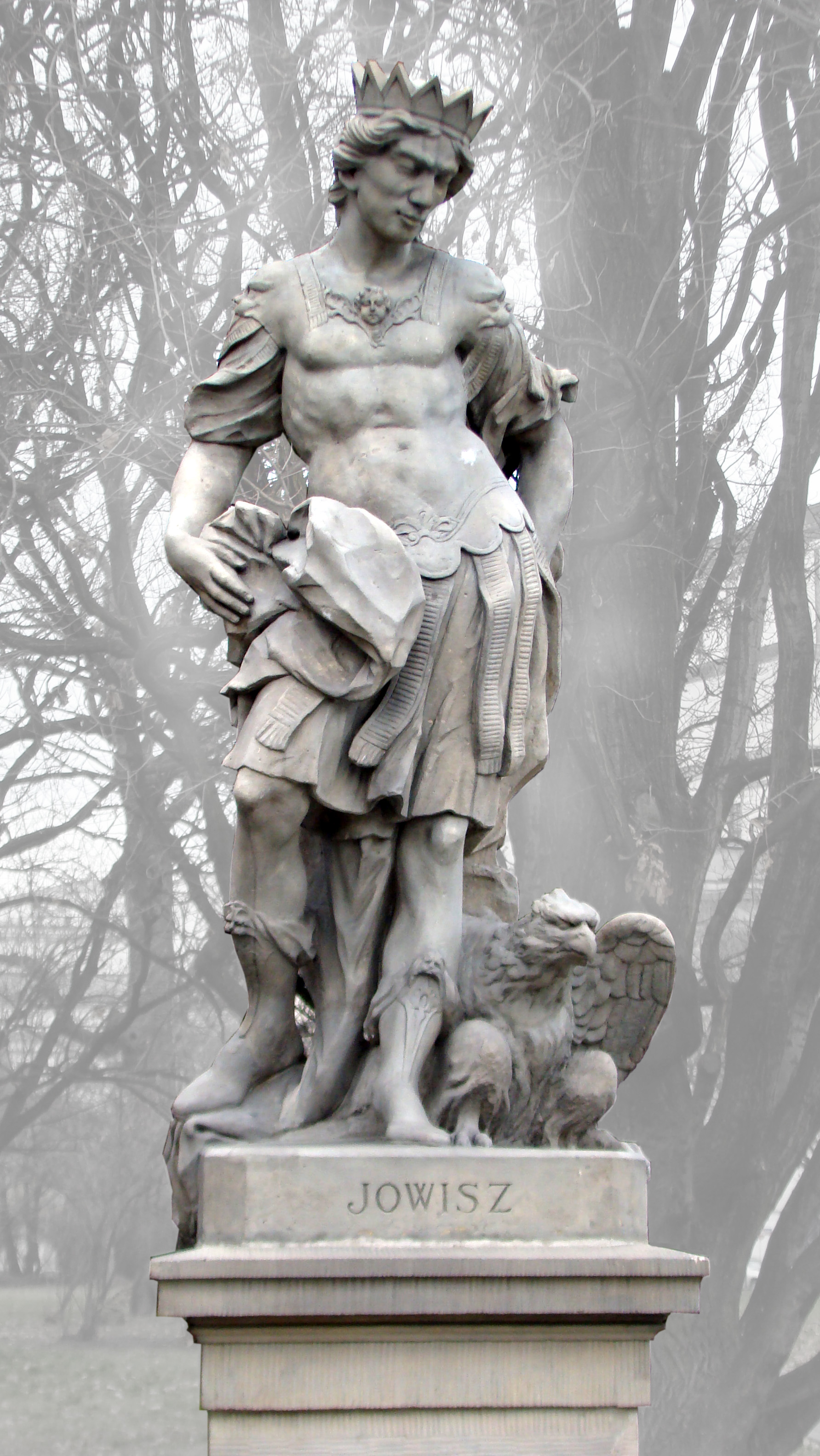
Intellect gemaakt door Jan Jerzy Plersch, Saksische Tuinen

Jan Jerzy Plersch of Johann Georg Plersch (1704 of 1705 – 1 Januari 1774) was een Duits-Pools beeldhouwer. De beeldhouwwerken van Plersch hebben overeenkomsten met de School van Lviv. Zijn zoon Jan Bogumil Plersch was ook kunstenaar en werkte aan het hof van Koning Stanislaus August Poniatowski als portretschilder en decorateur.

## Kunstwerken
De symbolische grafsteen van gouverneur Jan Tarło in het kerkportaal van de Jezuïtenkerk in Warschau (deze kerk werd verwoest tijdens de Tweede Wereldoorlog, maar is herbouwd in 2010) is een van de beste prestaties van de 18de-eeuwse Europese beeldhouwkunst, zowel inhoudelijk als in uitvoering. Verder zijn er werken van hem te vinden in de Karmelietenkerk (Warschau), Mariakerk (Warschau), Heilig Kruiskerk (Warschau) en de Sint-Martinuskerk (Warschau). Tevens zijn er beeldhouwwerken van Plersch te vinden in de Saksische Tuin bij het Saksisch Paleis.
- Gemeinsame Normdatei: 131665324
- International Standard Name Identifier: 0000 0000 2135 3367
- Virtual International Authority File: 45440777
- WorldCat: E39PBJyMd3FMdrcfd79Y7KhCQq